# Julius Raab
Julius Raab (Sankt Pölten, 29 de noviembre de 1891 - Viena, 8 de enero de 1964) fue un político socialcristiano austríaco.

## Trayectoria
Fue jefe de Gobierno de Austria (Bundeskanzler) de 1953 a 1961, durante el período de ocupación aliada posterior al fin de la Segunda Guerra Mundial. Fue negociador de la independencia austríaca de las cuatro potencias ocupantes (la Unión Soviética, los Estados Unidos, Gran Bretaña y Francia).